# Dominio (biología)
En biología, el dominio o superreino es una categoría taxonómica utilizada en los sistemas de clasificación biológica, por arriba del reino. El dominio ha sido agregado por arriba de los reinos para ubicar en una categoría los tres taxones: arqueas (Archaea), bacterias en sentido restringido (Bacteria sensu stricto) y eucariontes (Eukarya); mientras que la categoría de imperio o superreino fue agregada por los taxónomos que necesitaban una categoría por arriba de los reinos para ubicar en ella los taxones procariotas (o Bacteria en sentido amplio) y eucariotas.
Los tres dominios fueron propuestos por Carl Woese en 1990 al crear, aplicando la nueva taxonomía cladista, su sistema de tres dominios. 
Él propuso los tres dominios sobre la base de una hipótesis de árbol filogenético en que divergían esos 3 clados a partir de un progenitor ancestral. Sin embargo, estudios filogenéticos recientes proponen un sistema de dos dominios al encontrar a los eucariotas [profundamente anidados] dentro de las arqueas. Alternativamente, en una sistemática evolutiva tradicional, los seres vivos se clasifican en un Sistema de dos superreinos, o, si se utiliza la categoría de imperio, de dos imperios: Prokaryota y Eukaryota; el nombre de los dos grupos alude a la presencia o no de núcleo celular, carácter acompañado de un número importante de caracteres que definen a cada grupo. Hoy en día se puede considerar que el grupo procariota es parafilético, toda vez que el dominio eucariota se origina a partir de ancestros procariontes.
Los virus son sistemas biológicos totalmente dependientes, parásitos, que muchos científicos prefieren considerar como no vivos, por lo que se clasifican aparte. Para ellos, se ha propuesto la categoría taxonómica Acytota (acelular). Según estudios filogenéticos del Comité Internacional de Taxonomía de Virus los virus comprenden más de 7 dominios.
| Dos superreinos (Chatton 1925, 1938) | Tres dominios (Woese 1977, 1990) | Dos dominios (Williams 2020) |
| ------------------------------------ | -------------------------------- | ---------------------------- |
| Eukaryota                            | Eukarya                          | Archaea/Neomura              |
| Prokaryota                           | Archaea                          | Archaea/Neomura              |
| Prokaryota                           | Bacteria                         | Bacteria                     |

## Sistema de tres dominios

Sistema de tres dominios. Árbol filogenético de la hipótesis de que los 3 grupos provenían del mismo progenota ancestral (Woese & Fox 1977).

Los nuevos estudios biológicos se desarrollaron a nivel molecular, filogenéticamente, la secuenciación del ARN ribosomal 16s mostró que dentro de los procariontes, las arqueas eran fundamentalmente diferentes de las bacterias como también de los eucariontes. 
En los dominios Archaea y Bacteria solo se incluyen organismos unicelulares, en su morfología que aparentar ser sencillos y poco diversos, pero con una gran variedad de metabolismos y dependencias nutricionales. Todos los organismos de anatomía compleja, junto a otros más sencillos o unicelulares, pertenecen al dominio Eukarya (los eucariontes), que incluye los reinos animal, vegetal, hongos y protistas.

### Crítica
Muchos autores, en especial los biólogos evolutivos, no aceptan el sistema de tres dominios; aunque comúnmente se incorpora a Archaea y Bacteria como procariotas. La hipótesis de Woese se basa en algunos aspectos genéticos, pero ignora los aspectos de la historia de la vida, estructura genética, ecología, relaciones simbióticas, morfología y desarrollo evolutivo (Margulis 1982).
Como se ha mostrado (Cavalier-Smith 2002a, 2006a, c), ignorar la estructura de los organismos, la biología de la célula y la paleontología llevó a una ahora generalizada interpretación fundamental, pero equivocada, de la historia de la vida, el sistema de tres dominios. Este serio error se basa no solo en no integrar la evidencia de secuencias con otros datos, pero también de no tener en cuenta la naturaleza muchas veces extremadamente no-reloj de la evolución de las secuencias, y de errores sistemáticos que guiaron fuertemente otras conclusiones, en los árboles de secuencias para moléculas que no evolucionan de acuerdo con preconcepciones estadísticas inocentes (ver Cavalier-Smith 2002a, 2006a, c). Los análisis de transición usando complejos caracteres tridimensionales están menos dispuestos a artefactos filogenéticos que las secuencias, y proveen poderosa evidencia de que la topología del árbol es muy diferente (ver en Cavalier-Smith 2002a, 2006a, c, Valas y Bourne 2009). La paleontología provee evidencia igualmente convincente de que las cianobacterias son sustancialmente más antiguas que los eucariotas (Cavalier-Smith 2006a). Las estadísticas utilizadas en los análisis de filogenia fallaron en modelar adecuadamente los extremadamente raros eventos históricos únicos de megaevolución, para los cuales los supuestos de uniformidad son enteramente inválidos (Cavalier-Smith 2006b). (en Cavalier-Smith 2010)

## Sistema de dos dominios

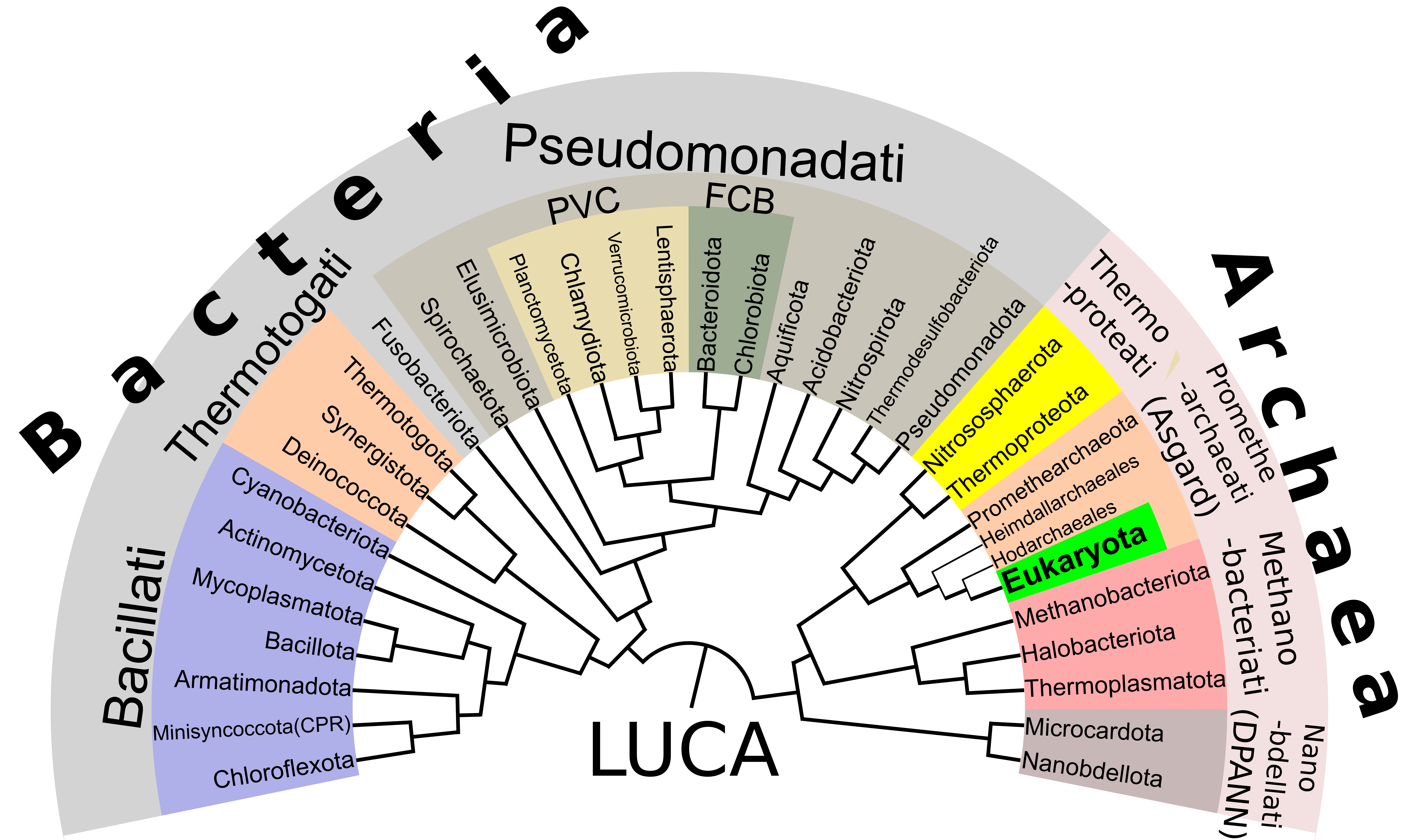
Árbol de los dominios con Eukaryota (en verde, derecha) como un subgrupo de Archaea.

El sistema de dos dominios es un sistema de clasificación biológica propuesto recientemente[¿cuándo?] que postula que solo existe dos dominios de vida primarios: Bacteria y Archaea y que los eucariotas (Eukaryota) son un subgrupo evolucionado de Archaea. Surgió de los análisis filogenéticos recientes con métodos mejorados y el incremento de la diversidad de arqueas desafiando al sistema de tres dominios que clasifica a los eucariotas como un tercer dominio evolucionado independientemente. Se ha propuesto que el clado o dominio arqueo-eucarionte puede ser denominado Neomura.
Fue precedido por la hipótesis del eocito de James A. Lake en la década de 1980, que fue reemplazada en gran medida por el sistema de tres dominios, debido a la evidencia en ese momento. El sistema de dos dominios se volvió más ampliamente aceptado después del descubrimiento de las arqueas Asgard o Promethearchaeota en 2015 que mostraron que los eucariotas evolucionaron de uno de sus subgrupos Heimdallarchaeia. Según este sistema los eucariotas se originaron de una arquea Asgard mediante la endosimbiosis con una alfaproteobacteria que dio origen a las mitocondrias.

## Sistema de dos superreinos
Este sistema divide a los seres vivos en dos grandes grupos: procariontes y eucariontes. Esta dicotomía se basa en las grandes diferencias entre ellos, considerándose que representan la mayor discontinuidad evolutiva de la historia de la Tierra. Las diferencias están a todo nivel: en la complejidad, tamaño, morfología, ecología, estructura celular, reproducción, relaciones simbióticas, desarrollo evolutivo, bioquímica y genética (de ADN, ARN y proteínas).
La aparente equidistancia entre los grupos Eukaryota, Archaea y Bacteria, se debe en realidad al complejo proceso que dio origen a los eucariontes, la eucariogénesis, lo cual se produjo por simbiogénesis entre una arquea y una bacteria; es decir, los eucariontes son descendientes de procariontes y además son mucho más tardíos que estos, en consecuencia han heredado características tanto de Archaea como de Bacteria. La revolución genética eucariota es muy brusca y por eso da la impresión que fuera mucho más antigua, tal como lo explica el factor de atracción de ramas largas.

## Probable nuevo dominio
En 2012 en fuentes hidrotermales de Japón se llevó a cabo el descubrimiento de Parakaryon myojinensis un organismo unicelular que presenta características que no encajan con las células de los otros tres dominios y probablemente constituya su propio dominio Parakaryota. Parakaryon myojinensis al igual que los eucariotas tiene núcleo y otros endosimbiontes en su célula, sin embargo su envoltura nuclear es de una sola capa, no hecha de dos membranas concéntricas como en cualquier eucariota y el material genético está almacenado como en las bacterias, en filamentos y no en cromosomas lineales. Además no presenta retículo endoplásmico, aparato de Golgi, citoesqueleto, mitocondrias, poros nucleares y carece totalmente de flagelo. Los ribosomas se encuentran no solo en el citoplasma sino también en el núcleo. Posee una pared celular compuesta por peptidoglucanos al igual que las bacterias y su modo de nutrición es osmótrofa. Es difícil precisar su relación filogenética con los otros seres vivos porque solo se ha encontrado un espécimen y su genoma no ha podido ser secuenciado. Según algunos autores sería un organismo intermediario entre los procariotas y los eucariotas.

## Sistema de supergrupos

Una de las últimas hipótesis de árbol filogenético de la vida, mostrando los supergrupos de eucariotas (Excavata sensu lato, Unikonta, a veces dividido en Opisthokonta y Amoebozoa, Chromalveolata, Rhizaria y Archaeplastida o Plantae sensu lato).

Otra categoría taxonómica que reemplaza reinos, dominios e imperios es la de supergrupos como utilizada por ejemplo en Adl et al. (2005).

## Aspectos históricos
Varios autores han teorizado una categoría taxonómica superior a la de los reinos biológicos. Algunos sistemas sobresalientes son los siguientes:
En 1735 Carlos Linneo crea el sistema de clasificación taxonómica y usa el término "imperio" para referirse a la naturaleza, fuente de su estudio: el Imperium Naturae dividido en los regnum Animalia, Vegetabilia y Lapides (mineral).
El concepto procariota tiene su equivalente más antiguo en Ferdinand Cohn, quien en 1875 reunió a los seres más pequeños: las bacterias y algas azul-verdosas en un solo grupo, lo llamó Schizophyta y lo colocó dentro del reino Vegetal.
Chatton introdujo los términos “procaryote” y “eukaryote” en 1925, para diferenciar los microorganismos nucleados con los anucleados. En 1938 incluye a plantas y animales entre los seres eucariotas. En realidad Chatton no aludía directamente a una clasificación con niveles taxonómicos superiores a los reinos; sin embargo sentó las bases de la más conocida y fundamental dicotomía biológica. El biólogo francés André Lwoff, discípulo de Chatton y luego el microbiólogo canadiense Roger Stanier, difunden esta categorización de los seres vivos desde mediados del siglo XX.
Un avance notorio en el estudio filogenético procariota fue el análisis ribosomal. En 1977 se descubrió que la mayor diferencia según el ARNr está entre arqueas y bacterias. La comparación entre éstas y los eucariontes permitió hacer una propuesta en tres reinos primarios: "eubacteria, archaebacteria y urkaryotes", la cual constituye la base del actual sistema en tres dominios. 

### Situación de los virus
Los virus fueron descubiertos técnicamente en 1899 cuando el microbiólogo neerlandés Beijerinck los definió como un agente infeccioso que solo se multiplica dentro de células vivas en división, pero como sus experimentos no mostraban que estuviera compuesto de partículas, lo llamó contagium vivum fluidum («germen viviente soluble») o «virus». En 1930 el botánico checo F.A. Novák los define como un grupo de organismos no conformados por células con el nombre de Aphanobionta y en 1931 se consiguen las primeras imágenes con la invención de la microscopía electrónica.
En 1957 André Lwoff definió las principales diferencias entre virus y bacterias basado en la estructura molecular y fisiología: "Los virus deben ser tratados como virus, porque los virus son los virus." No hay entidades biológicas que puedan calificarse como de transición entre un virus y un organismo celular, y las diferencias entre ellos eran de una naturaleza tal que es realmente difícil visualizar cualquier tipo de organismo intermedio. En 1962 Lwoff propone la primera clasificación taxonómica para los virus, la cual va muy aparte de los organismos celulares.
La mayoría de biólogos excluye a los virus de los sistemas de clasificación biológica. De acuerdo con la teoría celular los virus no son seres vivos, aunque solamente tienen la capacidad de evolucionar como las células. Filosóficamente se ha argumentado que los virus junto con los agentes subvirales son elementos genéticos móviles debido a su comportamiento replicativo y por ser vectores de genes; por tanto son más comparables a los plásmidos que a las formas de vida celular. Otro factor importante es que los virus no cumplían los requisitos necesarios para poder ubicarlos de una fiable en el árbol de la vida: por ejemplo no tienen ribosomas, a todos les falta un ácido nucleico, no tienen registro fósil, no existe ni un gen compartido entre la mayoría de los grupos virales ya que son de nueva síntesis, la mayoría de sus genes se mezclan con las de sus huéspedes y como último las partículas virales no tienen un ancestro en común por lo que son un conjunto polifilético. En consecuencia se ha decidido comparar a los virus con los elementos genéticos móviles o secuencias celulares en análisis filogenéticos.
Según estudios filogenéticos realizados por el Comité Internacional de Taxonomía de Virus las entidades virales pueden dividirse en 9 dominios basado en sus características proteicas o moleculares, Riboviria que incluye a los virus de ARN y los virus de retrotranscripción, Ribozyviria que incluye los virusoides, Viroidia que incluye los viroides, Adnaviria, Duplodnaviria, Varidnaviria, Monodnaviria, Singelaviria y Telodnaviria que incluyen únicamente virus de ADN, a su vez estos dominios comprenden más de 10 reinos. Además hay planes para crear más dominios que incluyan virus de ADN no clasificados y agentes subvirales (virus satélite no clasificados). Dado que no se acepta que los virus y agentes subvirales se clasifiquen con los organismos celulares, el ICTV usa el término "realm" para dominio, que no tiene una traducción fija al español, ya que querían evitar confusiones con los dominios de vida celular.
Cuando se incluyen a los virus junto con los organismos celulares por ejemplo: en análisis proteicos los virus se ramifican en manera complejamente parafilética con respecto a los tres dominios celulares. Los virus nucleocitoplasmáticos de ADN de gran tamaño fueron los más cercanos a los organismos celulares, seguido de los demás virus de ADN y los virus de ARN junto con los virus de retrotranscripción, siendo la familia Mimiviridae el grupo hermano de los organismos celulares. Debido a que las proteínas virales no tienen homólogos con las células y algunos genes únicos se han conservado en determinados linajes virales, se ha sugerido que los virus se originaron durante el mundo de ARN en protobiontes que se separaron para dar origen a las células procariotas. Varios virus que infectan arqueas y bacterias ya habrían infectado al último antepasado común universal y los protobiontes. Una hipótesis reciente propone que los virus, agentes subvirales, elementos genéticos móviles, enzimas, secuencias celulares, etc fueron los replicones del mundo de ARN y ancestros de los componentes genéticos celulares. Los virus pudieron servir para mediar la transferencia horizontal de genes entre las comunidades autorreplicantivas de los protobiontes.

## Cytota y Acytota
Tradicionalmente[¿cuándo?] la naturaleza se clasifica en minerales y rocas (Mineralia), y entidades biológicas (Biota), que en ocasiones se subdivide a su vez en Cytota o vida celular y Acytota entidades acelulares como una referencia a los virus y viroides principalmente.
A continuación se muestran los dominios de vida celular y los dominios acelulares.
|                             | Series                     | Imperios                          | Dominios      | Reinos            |
| --------------------------- | -------------------------- | --------------------------------- | ------------- | ----------------- |
| Mineralia minerales y rocas |                            |                                   |               |                   |
| Biota entidades biológicas  | Biota entidades biológicas | Acytota entidades acelulares      | Ribozyviria   | Ribozyviria       |
| Biota entidades biológicas  | Biota entidades biológicas | Acytota entidades acelulares      | Viroidia      |                   |
| Biota entidades biológicas  | Biota entidades biológicas | Acytota entidades acelulares      | Riboviria     | Orthornavirae     |
| Biota entidades biológicas  | Biota entidades biológicas | Acytota entidades acelulares      | Riboviria     | Pararnavirae      |
| Biota entidades biológicas  | Biota entidades biológicas | Acytota entidades acelulares      | Adnaviria     |                   |
| Biota entidades biológicas  | Biota entidades biológicas | Acytota entidades acelulares      | Duplodnaviria |                   |
| Biota entidades biológicas  | Biota entidades biológicas | Acytota entidades acelulares      | Singelaviria  |                   |
| Biota entidades biológicas  | Biota entidades biológicas | Acytota entidades acelulares      | Telodnaviria  |                   |
| Biota entidades biológicas  | Biota entidades biológicas | Acytota entidades acelulares      | Varidnaviria  | Bamfordvirae      |
| Biota entidades biológicas  | Biota entidades biológicas | Acytota entidades acelulares      | Varidnaviria  | Abadenavirae      |
| Biota entidades biológicas  | Biota entidades biológicas | Acytota entidades acelulares      | Monodnaviria  | Shotokuvirae      |
| Biota entidades biológicas  | Biota entidades biológicas | Acytota entidades acelulares      | Monodnaviria  | Sangervirae       |
| Biota entidades biológicas  | Biota entidades biológicas | Acytota entidades acelulares      | Monodnaviria  | Trapavirae        |
| Biota entidades biológicas  | Biota entidades biológicas | Acytota entidades acelulares      | Monodnaviria  | Loebvirae         |
| Biota entidades biológicas  | Biota entidades biológicas | Cytota vida celular / seres vivos | Bacteria      | Pseudomonadati    |
| Biota entidades biológicas  | Biota entidades biológicas | Cytota vida celular / seres vivos | Bacteria      | Bacillati         |
| Biota entidades biológicas  | Biota entidades biológicas | Cytota vida celular / seres vivos | Bacteria      | Thermotogati      |
| Biota entidades biológicas  | Biota entidades biológicas | Cytota vida celular / seres vivos | Bacteria      | Fusobacterati     |
| Biota entidades biológicas  | Biota entidades biológicas | Cytota vida celular / seres vivos | Archaea       | Nanobdellati      |
| Biota entidades biológicas  | Biota entidades biológicas | Cytota vida celular / seres vivos | Archaea       | Methanobacteriati |
| Biota entidades biológicas  | Biota entidades biológicas | Cytota vida celular / seres vivos | Archaea       | Thermoproteati    |
| Biota entidades biológicas  | Biota entidades biológicas | Cytota vida celular / seres vivos | Archaea       | Promethearchaeati |
| Biota entidades biológicas  | Biota entidades biológicas | Cytota vida celular / seres vivos | Eukaryota     | Protista          |
| Biota entidades biológicas  | Biota entidades biológicas | Cytota vida celular / seres vivos | Eukaryota     | Fungi             |
| Biota entidades biológicas  | Biota entidades biológicas | Cytota vida celular / seres vivos | Eukaryota     | Plantae           |
| Biota entidades biológicas  | Biota entidades biológicas | Cytota vida celular / seres vivos | Eukaryota     | Animalia          |

## Sistemas de dominios
La historia de los diversos sistemas basados en dominios (incluyendo los virus) pueden resumirse en la siguiente tabla:
| Chatton 1925 2 grupos | Novák 1930 3 grupos | Allsop 1969 2 superreinos | Jeffrey 1971 3 superreinos | Woese 1990 3 dominios | Luketa 2012 5 dominios | Ruggiero 2015 2 superreinos | Williams 2020 2 dominios |  |
| --------------------- | ------------------- | ------------------------- | -------------------------- | --------------------- | ---------------------- | --------------------------- | ------------------------ |  |
| Eukaryota             | Karyonta            | Eucaryotae                | Eucytota                   | Eukarya               | Eukaryobiota           | Eukaryota                   | Archaea/Neomura          |  |
| Prokaryota            | Akaryonta           | Procaryote                | Procytota                  | Archaea               | Archaebiota            | Prokaryota                  | Archaea/Neomura          |  |
| Prokaryota            | Akaryonta           | Procaryote                | Procytota                  | Bacteria              | Bacteriobiota          | Prokaryota                  | Bacteria                 |  |
|                       | Aphanobionta        |                           | Acytota                    |                       | Virusobiota            |                             |                          |  |
| Prionobiota           | Aphanobionta        |                           | Acytota                    |                       |                        |                             |                          |  |